# 山梨大学教育学部附属幼稚園

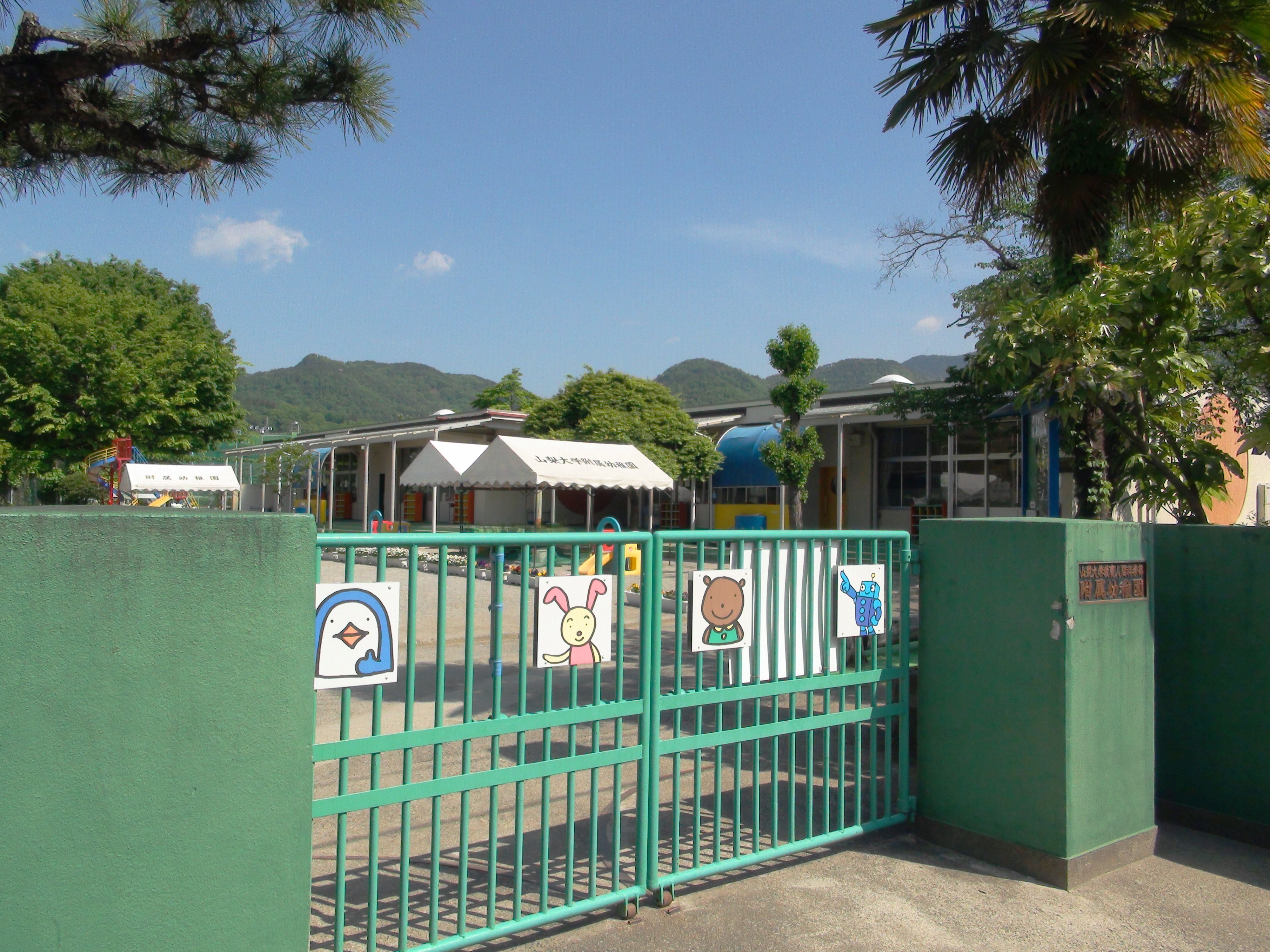
山梨大学教育学部附属幼稚園

山梨大学教育学部附属幼稚園（やまなしだいがくきょういくにんげんかがくぶふぞくようちえん）は、山梨県甲府市北新一丁目にある国立幼稚園。
2016年（平成28年）4月の学部名改称により、1998年（平成10年）以来18年ぶりに「山梨大学教育学部附属幼稚園」の名称に戻った。

## 概要
国立大学法人山梨大学の附属学校。山梨大学の附属施設は他に小学校・中学校、特別支援学校があり、幼稚園から小学校、小学校から中学校への連絡入学制度がとられている。

## 沿革
- 1944年 - 山梨師範学校女子部附属幼稚園として、東山梨郡加納岩町上神内川に開園
- 1949年 - 山梨大学山梨師範学校附属幼稚園に改称。
- 1951年 - 山梨大学学芸学部附属幼稚園に改称
- 1962年 - 現在地に移転。
- 1963年 - 園歌制定
- 1966年 - 山梨大学教育学部附属幼稚園に改称。
- 1998年 - 山梨大学教育人間科学部附属幼稚園に改称。
- 2004年 - 国立大学法人化
- 2016年 - 学部名改称により「山梨大学教育学部附属幼稚園」（現園名）に改称。

## 園長
福永茂

## 所在地
- 〒400-0005

山梨県甲府市北新一丁目2番1号
- 最寄り駅 - JR甲府駅

## 学校周辺
- 甲府市立北新小学校
- 山梨県立甲府第一高等学校
- 国立病院機構甲府病院

## 関連人物
- 鶴見智美（ヴァンフォーレ甲府）
- 小沢鋭仁（衆議院議員）